# Biorrefinería
Una biorrefinería es una instalación que integra procesos de conversión de biomasa y equipamiento para producir combustibles, energía y productos químicos a partir de la biomasa. El concepto de biorrefinería es análogo al de la refinería de petróleo, que a partir de esta materia prima elabora múltiples combustibles y otros productos.
La Agencia Internacional de la Energía ha definido la biorrefinación como el procesamiento sostenible de biomasa para convertirla en una variedad de biocompuestos (comida, sustancias químicas, materia prima) y bioenergía (biocombustibles, electricidad o calor).
Al producir múltiples productos, una biorrefinería aprovecha los varios componentes de la biomasa y sus intermediarios, y por tanto maximiza el valor de esa biomasa. Una biorrefinería podría, por ejemplo, producir bajos volúmenes de productos químicos o nutracéuticos de alto valor o altos volúmenes de combustibles líquidos de bajo valor, como biodiésel o bioetanol. Al mismo tiempo puede generar electricidad y calor, a través de cogeneración, para su uso propio y quizás lo suficiente para vender localmente la electricidad. Los productos de alto valor incrementan la rentabilidad, mientras los combustibles de alto volumen ayudan a cubrir las necesidades energéticas, y la electricidad producida ayuda a disminuir los costos energéticos y reduce las emisiones de gases de efecto invernadero de las centrales energéticas tradicionales. 
A pesar de que algunas instalaciones existentes podrían ser llamadas biorrefinerías, la biorrefinería como tal todavía necesita desarrollarse completamente. Futuras biorrefinerías podrán desempeñar un papel más importante en la producción de sustancias químicas y materiales que son tradicionalmente producidos a partir del petróleo.

## Ejemplos
La compañía completamente operacional Blue Marble Energy tiene múltiples biorrefinerías localizadas en Odesa (Texas), Washington (estado) y Missoula (Montana).
La primera biorrefinería integrada de Canadá, desarrollada con tecnología de digestión anaeróbica por Himark BioGas, está localizada en Hairy Hill, Alberta. La biorrefinería utiliza fuentes orgánicas separadas de la región metropolitana de Edmonton, estiércol y residuos de procesamiento de alimentos.
Muchos ejemplos de biorrefinerías potenciales han sido propuestos, empezando por las materias primas como el tabaco, la paja y los residuos de la producción de bioetanol.
La tecnología Chemrec para la gasificación de licor negro y producción de biocombustibles de segunda generación como el biometanol o BioDME está integrado por una fábrica de pasta y utiliza como materia prima productos de desecho de la producción de pulpa de celulosa a partir de madera.